# Gnamptogenys diehlii
Gnamptogenys diehlii är en myrart som först beskrevs av Auguste-Henri Forel 1901.  Gnamptogenys diehlii ingår i släktet Gnamptogenys och familjen myror. Inga underarter finns listade i Catalogue of Life.